# Johan Sporenberg
Johan Sporenberg, var en svensk borgmästare och riksdagsman.

## Biografi
Johan Sporenberg arbetade som borgmästare i Östhammars stad och blev sedan tullinspektor i Raumo. Han var riksdagsledamot för borgarståndet i Östhammar vid riksdagen 1719 och riksdagen 1720.